# خاتم الرب

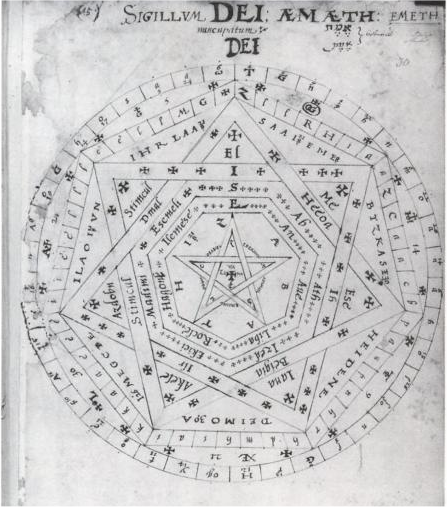
سلون (1582)

ختم الله أو إشارة الأحياء أو رمز الإله الحي هو مخطط سحري
يتكون من دائرتين نجمة خماسية واثنين من سباعي الشكل وخط سباعي واحد وهو المسمى بسم الله وملائكته لقد كانت تميمة تسمح للساحر سلطان على جميع المخلوقات إلا الملائكة

## العصور الوسطى

### كتاب القسم
أقدم وصف وصورة معروف لـ خاتم الله بالقرن الرابع عشر

وصف الختم بكتاب القسم بأبعاد الدائرة المحيطة بالخارج فيما يتعلق بأشكال الرموز الشائعة للتقاليد المسيحية.
أولاً اصنع دائرة قطرها ثلاثة أصابع تمثل "صليب الرب الثلاثة" أو خمسة أصابع تمثل "الخمسة جروح المسيح: أو سبعة للأسرار السبعة، أو تسعة تمثل "الملائكة التسعة" ولكن عادةً يكفي خمسة أصابع

ثم اجعل داخل هذه الدائرة مسافة من الحبتين الأوليين تمثل «شريعة موسى»، أو ثلاث حبات تمثل أقانيم الثالوث.
سيكون الشريط الدائري الذي تم إنشاؤه على قمة صليب صغير ومن نقطة البداية هذه، انتقل من اليسار إلى اليمين 72 حرفًا لاتينيًا ليكون اسم الله الصريح (اليهودية) اسم الله العظيم مما يدل على ارتباط واضح بالتقاليد اليهودية.
بجانب الشريط الدائري يوجد نجمة خماسية تركز على حرف تاو يوناني الحرف التاسع عشر من الأبجدية اليونانية وهو محاط بأحرف خمسة من اسم الله وخمسة أزواج أخرى من الأحرف 
حاليا داخل البنتاغون يوجد شكل سباعي مرسوم بطريقة تلامس جانبه العلوي الطرف المركزي للنجمة الخماسية وترقم تسمية جوانب السباعي بأسماء رؤساء ملائكة السبعة.
من هذا الشكل السباعي الأول يوجد رسم ثانٍ وثالث يصعب فهم وصفه وقد فُسِر بشكل مختلف في الرسوم التوضيحية للمخطوطة ولكنه يحتوي عادةً على سبع نقاط رئيسية مع تقاطعات ومُصنَّفة بصفين.
سلسلة أولى من سبعة أسماء الله كل منها في ثلاثة مقاطع أو مكونات مفككة ومرتبطة مكانيًا مع تلك الموجودة في المقاطع الأولية والنهائية لأسماء الملائكة
لون ختم كتاب القسم: عادة ما يكون أحمر وأرجواني مع وجوه صفراء وأول سباعي أزرق وثاني أصفر وثالث أصفر ودوائر سوداء وكذلك المنطقة الواقعة بين الدوائر وجميع الأسطح الأخرى ليتحول إلى اللون الأخضر اثناء العمليات السحرية. 
ويُرسم على رق عذراء مع دم الخلد أو الحمام أو الهدهد أو الخفافيش أو الحيوانات الأخرى، مثل الماشية أو الخيول أو الغزلان.

### كلافيكولا سالومونيس
تُعرف إصدارات مختلفة من خاتم الله من تقليد لوحة مفاتيح سليمان وتحديداً من مخطوطة إيطالية في مجموعة هايمان جوزيف مايكل في مكتبة بودليان (MS. مايكل 276)؛ وقام جون أوبري عام 1674 بعمل نسخة، أيضًا في مكتبة بودليان (MS. أوبري 24).

## بداية اكتشافها

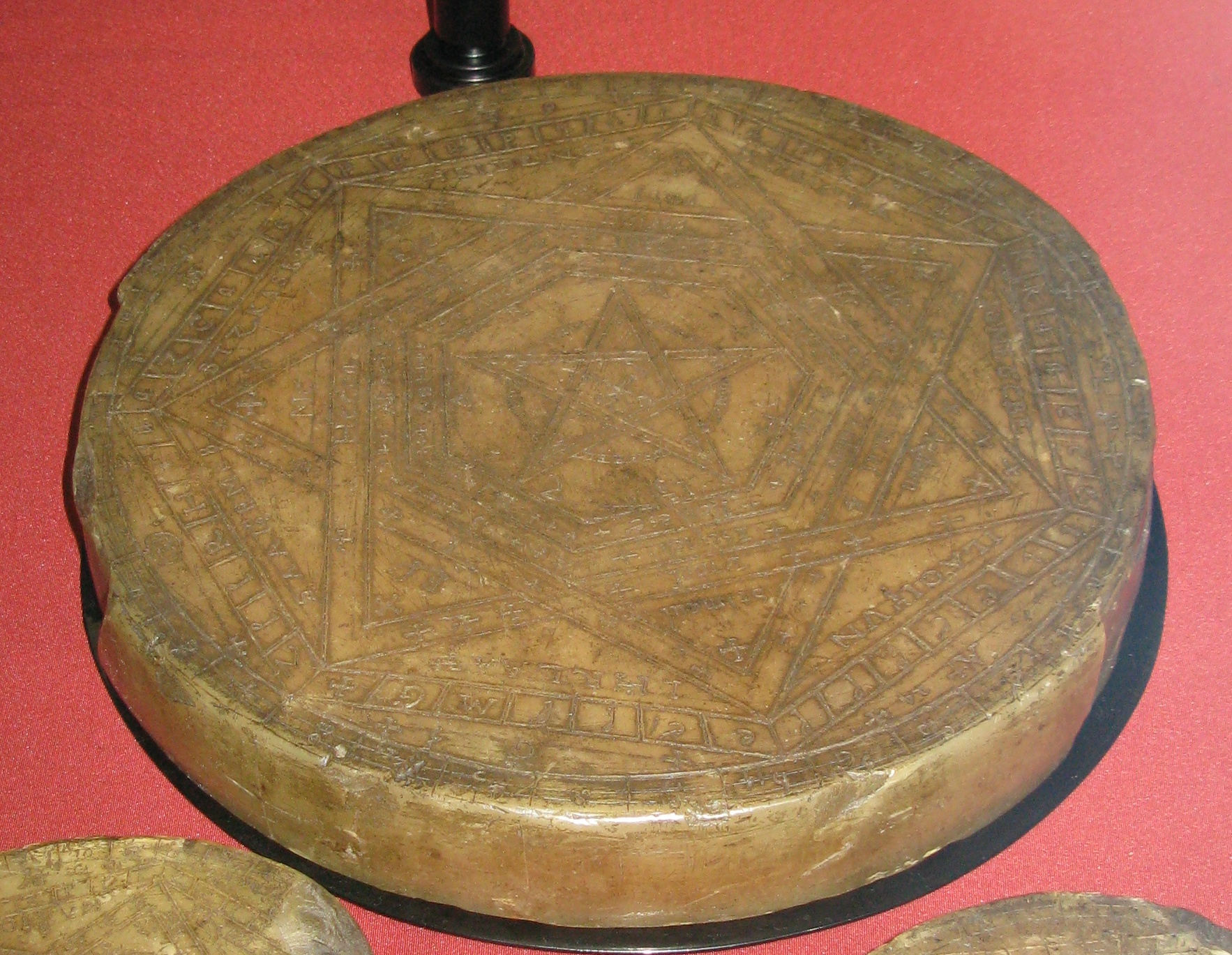
خاتم الرب لجون دي

ب نهاية القرن الرابع عشر ظهرت أقدم المخطوطات لخاتم الله هي المخطوطة رقم 313 من مجموعة هانز سلون في المتحف البريطاني وكانت مملوكًا جزئيًا لعالم الرياضيات والمُختبِر السحري جون دي، وفيه أسرار الكتاب الخامس أو خمسة كتب من التدريبات الصوفية (1581-1583) 

بالنسبة لجون دي الذي حصل على الوصف الموثوق للختم في عام 1582 عبر وسيطه إدوارد كيلي كان لغرض التطبيق العملي
يمكن أن يتناقض هذا مع أثناسيوس كيرشر الذي كرس شرحًا مفصلاً لـخاتم الله في كتابه أوديب ايجيبتياكوس الذي ربط رفض الممارسة السحرية